# Scandinavian Cup w biegach narciarskich 2015/2016
Scandinavian Cup w biegach narciarskich 2015/2016 – kolejna edycja tego cyklu zawodów. Rywalizacja rozpoczęła się 11 grudnia 2015 r. w fińskiej miejscowości Vuokatti, a zakończyła się 13 marca 2016 r. w estońskiej miejscowości Otepää.
Obrończynią tytułu wśród kobiet była Norweżka Kathrine Rolsted Harsem, a wśród mężczyzn, tytułu bronił Norweg Hans Christer Holund. W tym sezonie natomiast, najlepsi okazali się Norwegowie: Barbro Kvåle i Martin Løwstrøm Nyenget, którzy zwyciężyli w klasyfikacji generalnej.

## Kalendarz i wyniki

### Kobiety
| Lp | Data             | Miejscowość | Dystans                               | 1. miejsce             | 2. miejsce         | 3. miejsce              |
| -- | ---------------- | ----------- | ------------------------------------- | ---------------------- | ------------------ | ----------------------- |
| 1. | 11 grudnia 2015  | Vuokatti    | 10 km stylem klasycznym               | Sofia Henriksson       | Barbro Kvåle       | Mari Eide               |
| 2. | 12 grudnia 2015  | Vuokatti    | sprint stylem dowolnym                | Maja Dahlqvist         | Anne Kjersti Kalvå | Silje Øyre Slind        |
| 3. | 13 grudnia 2015  | Vuokatti    | 10 km stylem dowolnym                 | Maria Strøm Nakstad    | Marika Sundin      | Ebba Andersson          |
| 4. | 8 stycznia 2016  | Östersund   | 10 km stylem dowolnym                 | Maria Strøm Nakstad    | Ebba Andersson     | Silje Øyre Slind        |
| 5. | 9 stycznia 2016  | Östersund   | sprint stylem klasycznym              | Odwołano               | Odwołano           | Odwołano                |
| 6. | 10 stycznia 2016 | Östersund   | 10 km stylem klasycznym (bieg masowy) | Sofia Henriksson       | Ebba Andersson     | Kathrine Rolsted Harsem |
| 7. | 11 marca 2016    | Otepää      | sprint stylem dowolnym                | Mari Eide              | Jonna Sundling     | Linn Sömskar            |
| 8. | 12 marca 2016    | Otepää      | 5 km stylem klasycznym                | Kari Vikhagen Gjeitnes | Anna Svendsen      | Mari Eide               |
| 9. | 13 marca 2016    | Otepää      | 10 km stylem dowolnym (handicap)      | Jonna Sundling         | Barbro Kvåle       | Marthe Bjørnsgård       |

### Mężczyźni
| Lp | Data             | Miejscowość | Dystans                               | 1. miejsce              | 2. miejsce              | 3. miejsce              |
| -- | ---------------- | ----------- | ------------------------------------- | ----------------------- | ----------------------- | ----------------------- |
| 1. | 11 grudnia 2015  | Vuokatti    | 15 km stylem klasycznym               | Emil Iversen            | Mathias Rundgreen       | Martin Løwstrøm Nyenget |
| 2. | 12 grudnia 2015  | Vuokatti    | sprint stylem dowolnym                | Oskar Svensson          | Karl-Johan Westberg     | Emil Iversen            |
| 3. | 13 grudnia 2015  | Vuokatti    | 15 km stylem dowolnym                 | Martin Løwstrøm Nyenget | Daniel Myrmæl Helgestad | Mathias Rundgreen       |
| 4. | 8 stycznia 2016  | Östersund   | 15 km stylem dowolnym                 | Per Kristian Nygård     | Mathias Rundgreen       | Simen Hegstad Krüger    |
| 5. | 9 stycznia 2016  | Östersund   | sprint stylem klasycznym              | Odwołano                | Odwołano                | Odwołano                |
| 6. | 10 stycznia 2016 | Östersund   | 15 km stylem klasycznym (bieg masowy) | Mikael Gunnulfsen       | Sindre Sætre Hammerlund | Daniel Myrmæl Helgestad |
| 7. | 11 marca 2016    | Otepää      | sprint stylem dowolnym                | Håvard Solås Taugbøl    | Pål Trøan Aune          | Sindre Odberg Palm      |
| 8. | 12 marca 2016    | Otepää      | 10 km stylem klasycznym               | Pål Golberg             | Mikael Gunnulfsen       | Daniel Stock            |
| 9. | 13 marca 2016    | Otepää      | 15 km stylem dowolnym (handicap)      | Pål Golberg             | Daniel Stock            | Martin Løwstrøm Nyenget |

## Klasyfikacje
| Lp. | Zawodniczka            | Punkty |
| --- | ---------------------- | ------ |
| 1.  | Barbro Kvåle           | 503    |
| 2.  | Sofia Henriksson       | 353    |
| 3.  | Jonna Sundling         | 349    |
| 4.  | Mari Eide              | 340    |
| 5.  | Marthe Bjørnsgård      | 310    |
| 6.  | Silje Øyre Slind       | 310    |
| 7.  | Anne Kjersti Kalvå     | 294    |
| 8.  | Kari Vikhagen Gjeitnes | 293    |
| 9.  | Linn Sömskar           | 282    |
| 10. | Maria Strøm Nakstad    | 281    |
| 11. | Anna Svendsen          | 249    |
| 12. | Ebba Andersson         | 249    |
| 13. | Maria Nordström        | 242    |
| 14. | Marika Sundin          | 218    |
| 15. | Maija Hakala           | 211    |

| Lp. | Zawodnik                | Punkty |
| --- | ----------------------- | ------ |
| 1.  | Martin Løwstrøm Nyenget | 501    |
| 2.  | Johan Hoel              | 338    |
| 3.  | Daniel Myrmæl Helgestad | 310    |
| 4.  | Per Kristian Nygård     | 299    |
| 5.  | Pål Golberg             | 294    |
| 6.  | Daniel Stock            | 278    |
| 7.  | Andreas Myran Steen     | 243    |
| 8.  | Mathias Rundgreen       | 243    |
| 9.  | Mikael Gunnulfsen       | 225    |
| 10. | Simen Hegstad Krüger    | 221    |
| 11. | Viktor Thorn            | 219    |
| 12. | Sindre Sætre Hammerlund | 201    |
| 13. | Espen Udjus Frorud      | 178    |
| 14. | Anton Lindblad          | 175    |
| 15. | Emil Iversen            | 160    |